# Molave
Molave là một đô thị cấp một ở tỉnh Zamboanga del Sur, Philippines. Theo điều tra dân số năm 2000, đô thị này có dân số 45.082 người trong 8.470 hộ.
Molave, về mặt hành chính, được chia thành 25 khu phố (barangay).
| - Alicia - Ariosa - Bagong Argao - Bagong Gutlang - Blancia - Bogo Capalaran - Culo - Dalaon - Dipolo - Dontulan - Gonosan - Lower Dimalinao - Lower Dimorok | - Mabuhay - Madasigon (Pob.) - Makuguihon (Pob.) - Maloloy-on (Pob.) - Miligan - Parasan - Rizal - Santo Rosario - Silangit - Simata - Sudlon - Upper Dimorok |